# Olivier Bordaçarre
Pour les articles homonymes, voir Bordaçarre.
Œuvres principales
- La France tranquille
- Dernier désir
- Accidents

Olivier Bordaçarre, né le 17 mai 1966 à Paris, est un écrivain français, également metteur en scène de théâtre, dramaturge et comédien.

## Biographie
Olivier Bordaçarre est né à Paris en 1966.
Il devient comédien pour la compagnie du Théâtre en Deux de Sylvie Haggaï en 1992, puis poursuit sa formation avec Ariane Mnouchkine, Alain Gintzburger, Élisabeth Chailloux et Mario Gonzalez, et joue dans les spectacles  d’Anne-Laure Liégeois, Alain Héril, Jacques Frot, Évelyne Fagnen, Kamel Basli, Anne-Louise de Ségogne, Martial Anton.
Il est également formateur en technique théâtrale depuis 1995. Il anime régulièrement depuis lors des ateliers de théâtre et d'écriture pour divers types de publics. Il encadre de nombreux stages et ateliers de formation (théâtre, écriture, lecture) dans des structures telles que l'école d'art de la Comète à Paris, les CEMEA, des collèges et lycées, des associations théâtrales, des compagnies d’amateurs, des hôpitaux psychiatriques, des instituts médico-psychopédagogiques ou des associations d’insertion professionnelle.
Il fonde la compagnie Le Théâtre de l'Olivier en 2000 et y écrit ses propres créations théâtrales.
Son premier roman, Géométrie variable (2006), plonge dans le quotidien d'un acteur de théâtre tout juste en train de "percer", et confronté à divers dilemmes et souvenirs difficiles. Le roman constitue également un lipogramme en C.  Son deuxième roman, Régime sec est publié en 2008. Son troisième roman, La France tranquille (2011), sous couvert d'enquête beauceronne à propos d'un serial killer, interroge les dérives potentiellement fascistes de la France contemporaine. Son quatrième roman, Dernier Désir (2014) tisse une fable contemporaine autour de deux maisons d'éclusier désaffectées dans le Berry, du mythe du vampire et des enjeux de la société de consommation. Son cinquième roman, Accidents, paraît aux éditions Phébus en octobre 2016. Son sixième roman, Le sexe du ministre, est publié chez le même éditeur en avril 2018.
Après avoir séjourné quelques années dans le Berry, en Touraine et en Bretagne, il vit dans l'Allier, à Verneix.  

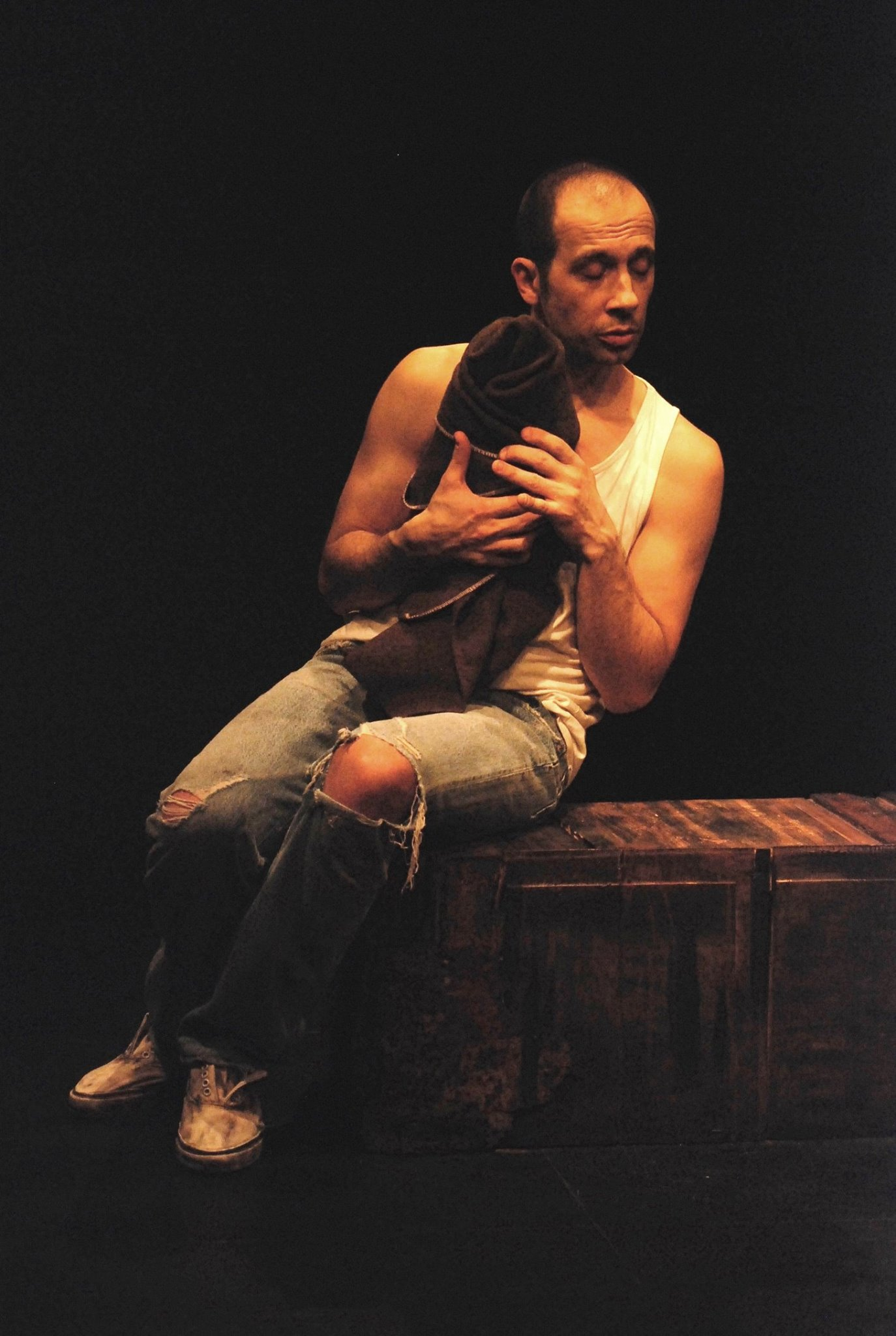

## Œuvres
- Souvenirs d'école, mise en scène de témoignages d'anciens écoliers (1920-1990), théâtre, 2000.
- Poésie et Théâtre, Retz, 2002.
- Embouteillage, théâtre, 2004.
- Dis ?, théâtre, 2005.
- Confidences nocturnes - Comédie insomniaque, théâtre, 2005, revu en 2013 et en 2016[9].
- Alfred et Gâpette, puis Gâpette et Bouchon, théâtre, 2005.
- Géométrie variable, roman, Fayard, 2006.
- Protégeons les hérissons, monologues - avec Damien Daufresne (photographies), La Diseuse, 2007 ; réédition, Antidata, 2014.
- Régime sec, roman, Fayard, 2008[10].
- Le Matador, nouvelle, 2008.
- La France tranquille, roman, Fayard, 2011[6],[11] ; réédition, Milady, 2016.
- Un festin nu, poésie, Tarabuste, 2011.
- Ariane ou Naxos-Elégie, théâtre, 2013[12].
- Manger M'Alice, roman, Ska, 2013.
- Jeunesse de plomb, nouvelle, Antidata, 2014 (en volume avec Protégeons les hérissons).
- Dernier Désir, roman, Fayard, 2014[7] ; réédition, Le Livre de poche, 2015.
  - Prix de la Ville (Mauves en noir) 2015.
- Accidents, roman, Phébus, 2016[8].
- Le Sexe du ministre, roman, Phébus, 2018.
- Appartement 816, L'Atalante, coll. « Fusion », 2021
- Carte muette, Les Éditions libertaires, 2022[13].
- La Disparition d'Hervé Snout, Denoël, 2024 ; réédition, Gallimard, coll. « Folio policier », no 1037, 2025

## Prix
- Grand prix de littérature policière 2024 pour La Disparition d'Hervé Snout[14]